# Seyðisfjörður
För andra betydelser, se Seyðisfjörður (olika betydelser).

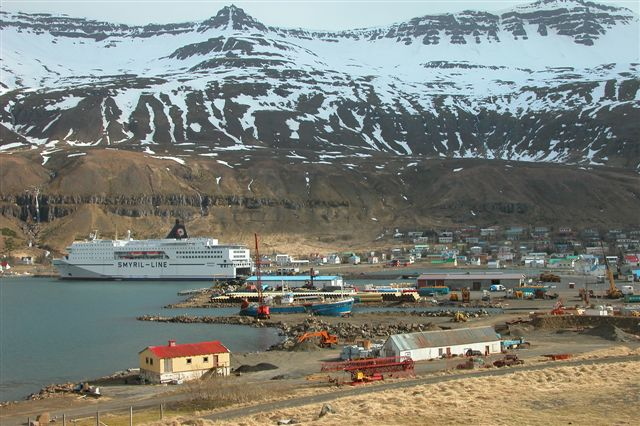
Seyðisfjörður med färjan vid kaj.

Seyðisfjörður är ett samhälle i kommunen Múlaþing på östra Island. Seyðisfjörður har 669 invånare (2022).  Härifrån går den enda passagerarbilfärjelinjen till Island från Europas fastland. Rederiet Smyril Line trafikerar linjen från Hirtshals (Danmark) via Färöarna till Seyðisfjörður på Island. 
Byn är omgiven av höga berg (mellan 1000 och 1200 meter) och enda vägen ut ur byn går via en slingrig serpentinväg. Vägen går bland annat över Islands högst belägna hed.
Närmsta flygplats ligger i Egilsstaðir, 30 km bort, där inrikesflyg avgår till Reykjavik.

## Historia
Seyðisfjörður bebyggdes första gången 1848 av norska fiskare. Islands första telestation byggdes i Seyðisfjörður.
Orten användes som flottbas av amerikansk/brittiska styrkor under andra världskriget. Tankfartyget 'El Grillo' sänktes av tyska styrkor i ett flyganfall. Fartyget ligger på bottnen av fjorden än idag.

## Klimat
Dygnsmedeltemperaturen i Seyðisfjörður
- Januari - 0,7°
- Februari - 0,7°
- Mars - 0,1°
- April + 1,6°
- Maj + 4,2°
- Juni + 7,1°
- Juli + 8,7°
- Augusti + 8,7°
- September + 6,9°
- Oktober + 4,1°
- November + 1,2°
- December - 0,4°

All temperatur är mätt i Celsius

## Sevärdheter
- Den blå kyrkan[7]
- Golfklubben Hagavöllur (9 hål)[8]